# (5611) 1943 DL
(5611) 1943 DL — астероид из группы главного пояса. Его открыла 26 февраля 1943 года финский астроном Лийси Отерма в обсерватории Турку.

Орбита астероида 1943 DL и его положение в Солнечной системе

2 января 2014 года (с 2:36 до 3:18 UT) ожидается покрытие астероидом звезды TYC 2501-00544-1. В момент покрытия блеск звезды 9,5m, астероида — 6,30m.